# Heinrich Pallenberg (Möbelmanufaktur)

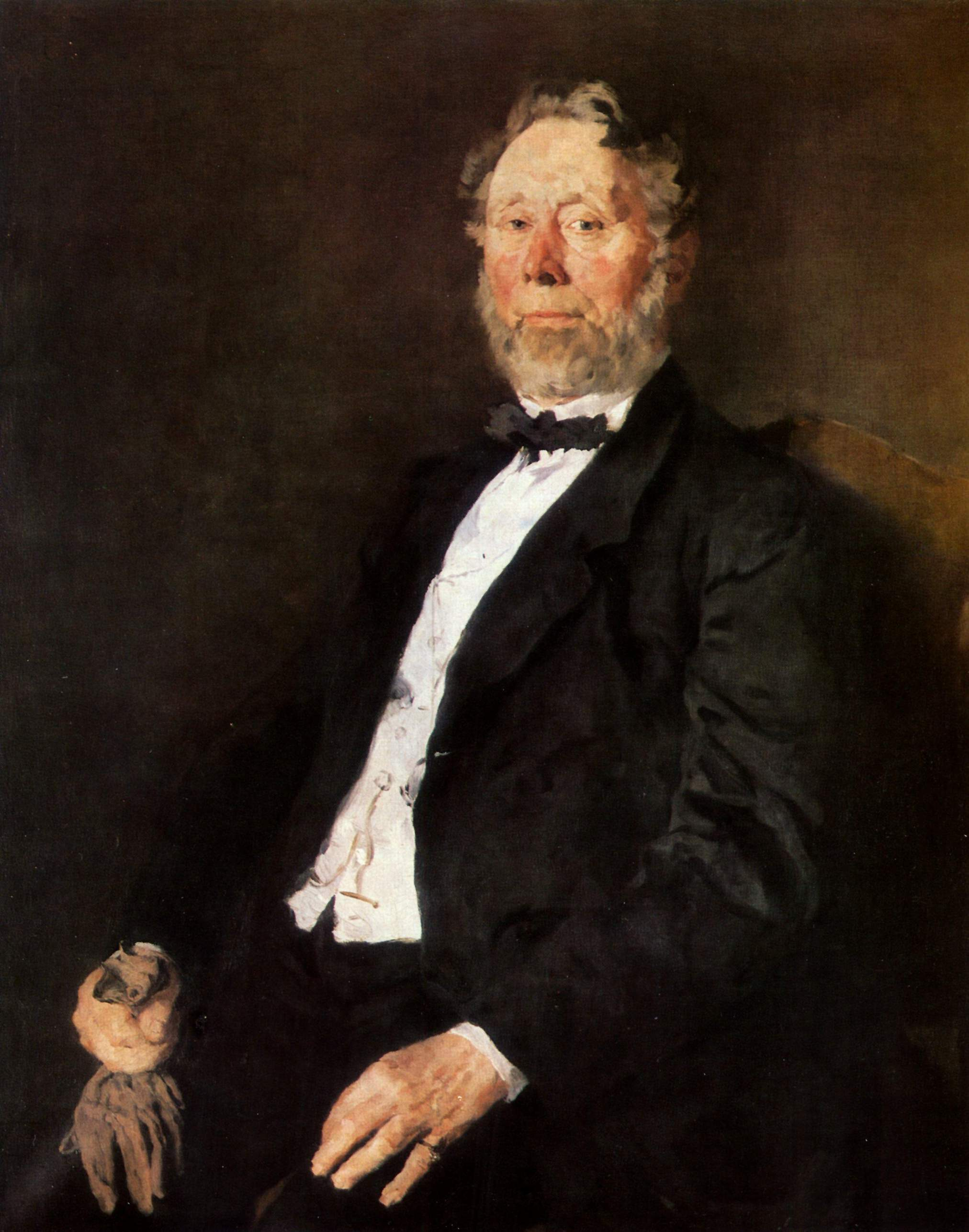
Porträt des Firmengründers Johann Heinrich Pallenberg vom Maler Wilhelm Leibl

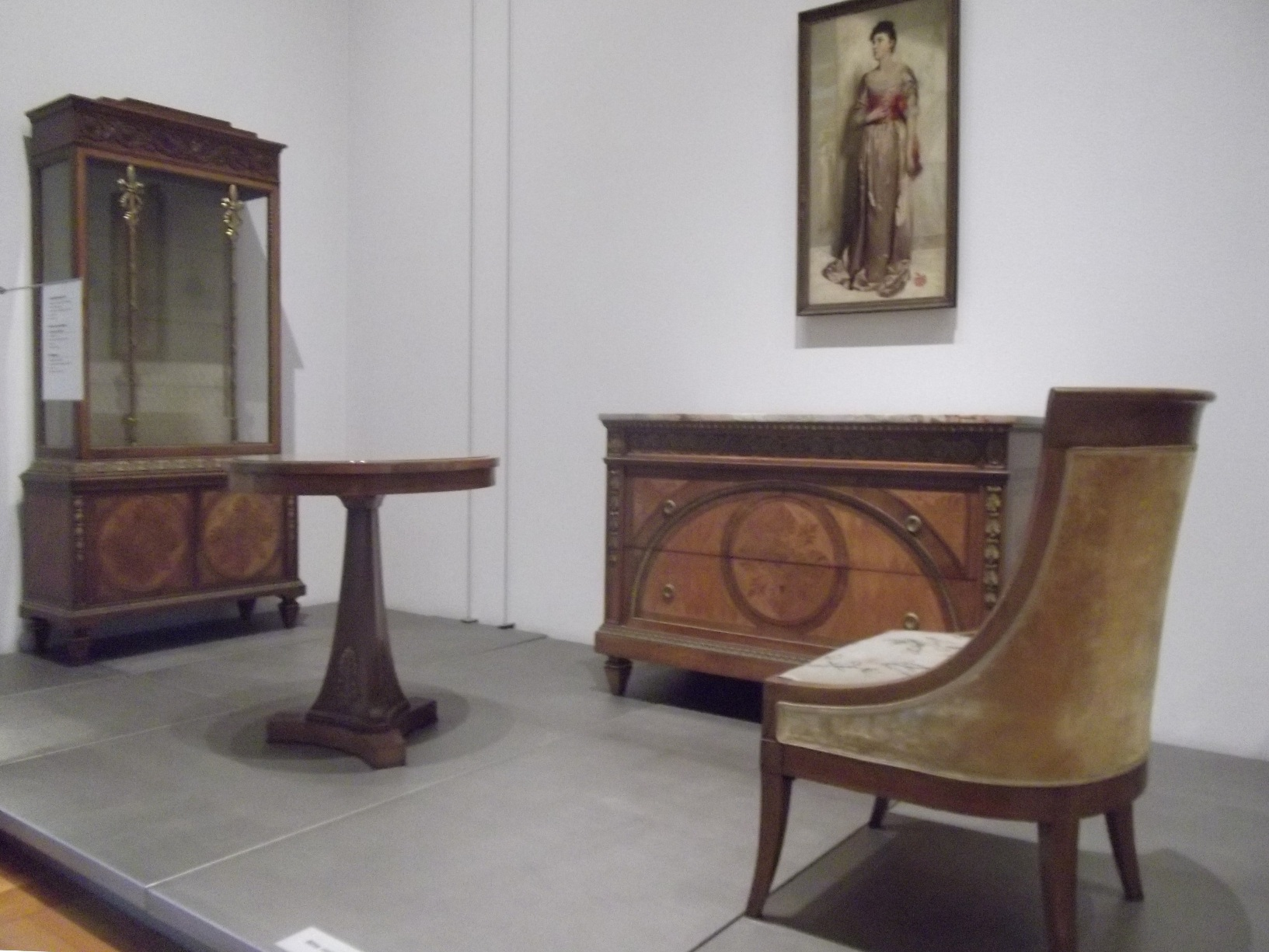
Möbel von Jakob Pallenberg im Museum für Angewandte Kunst Köln

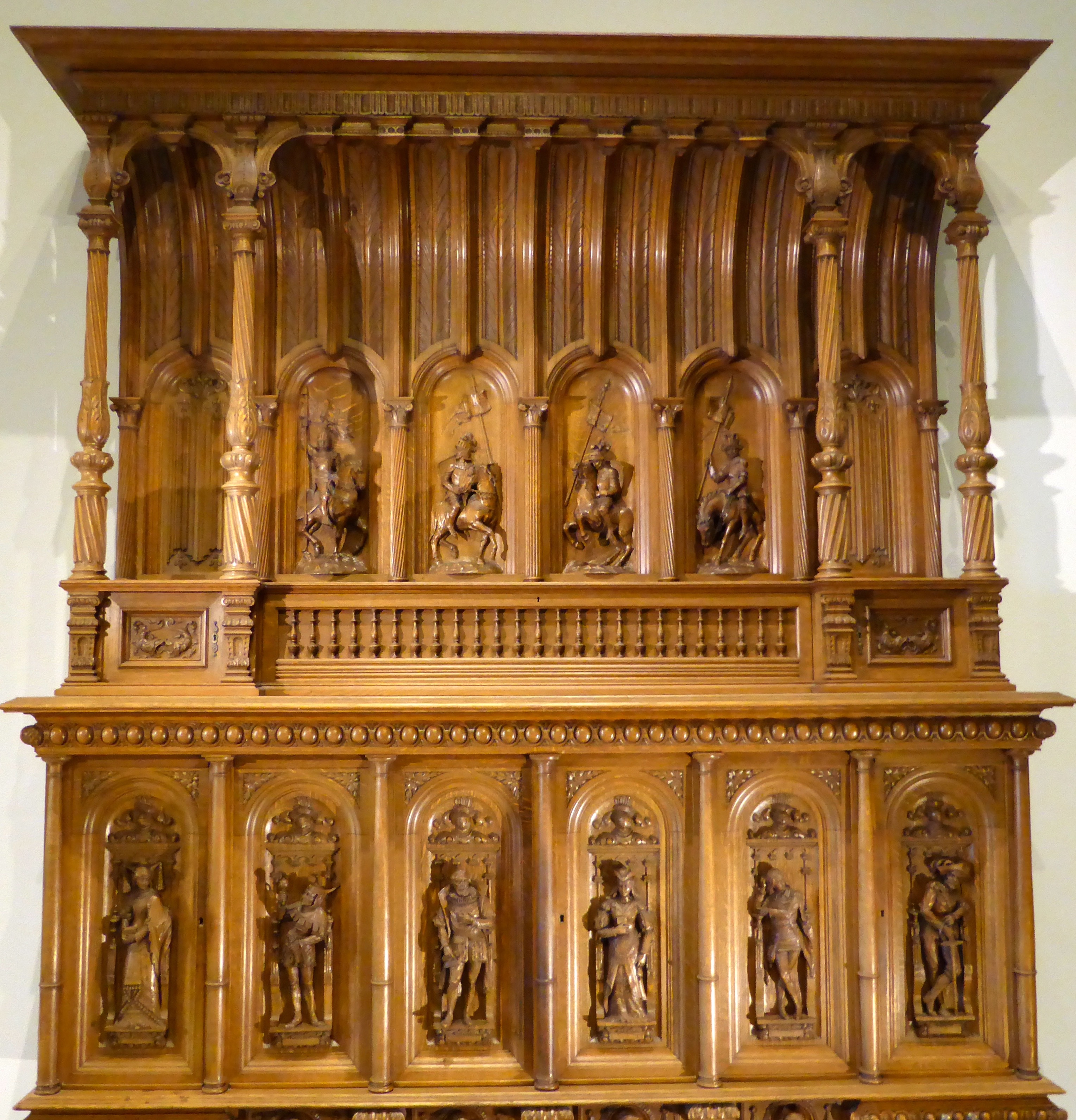
Prunkbuffet aus Eichenholz um 1900 im MAKK

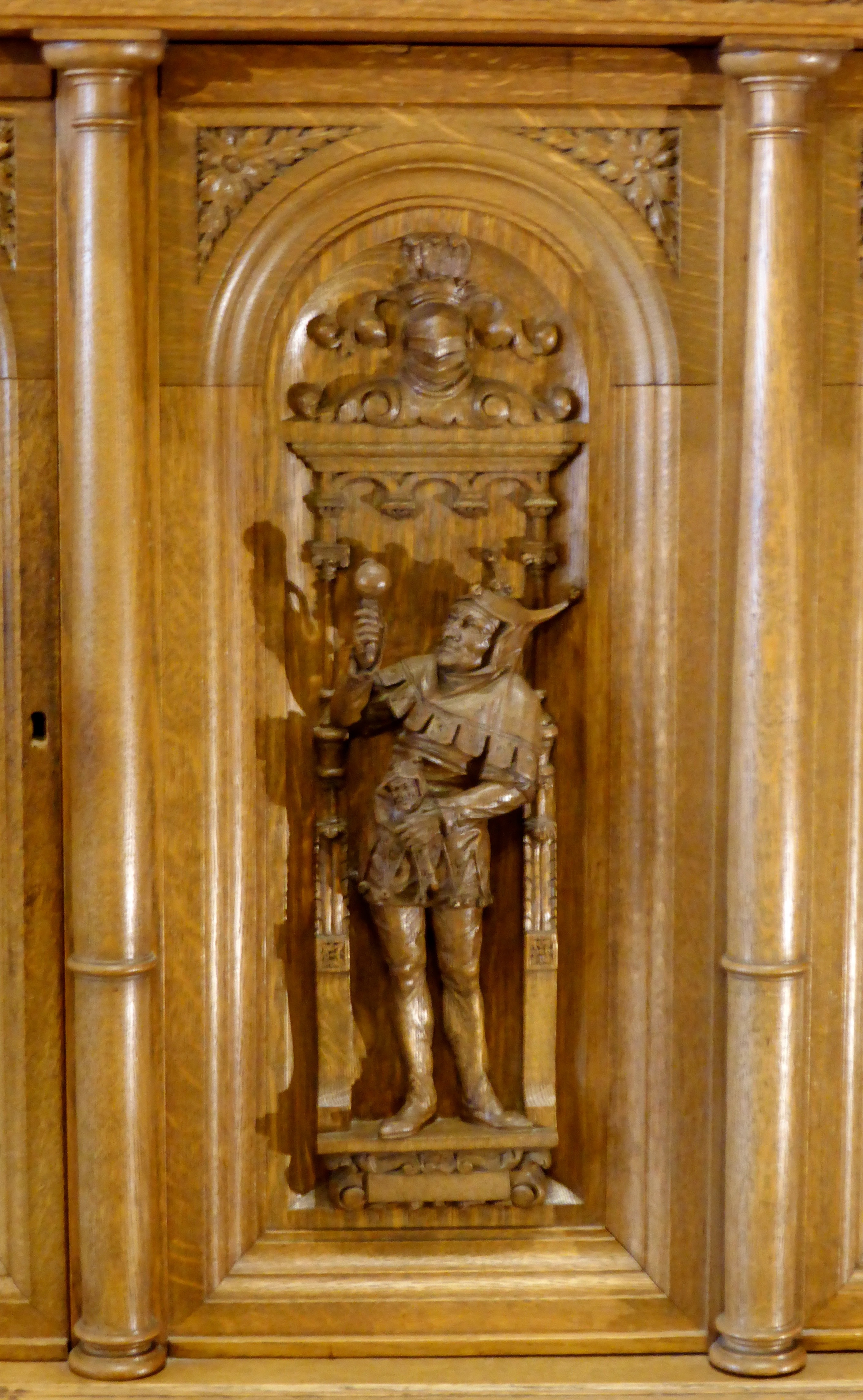
Detail zum Prunkbuffet

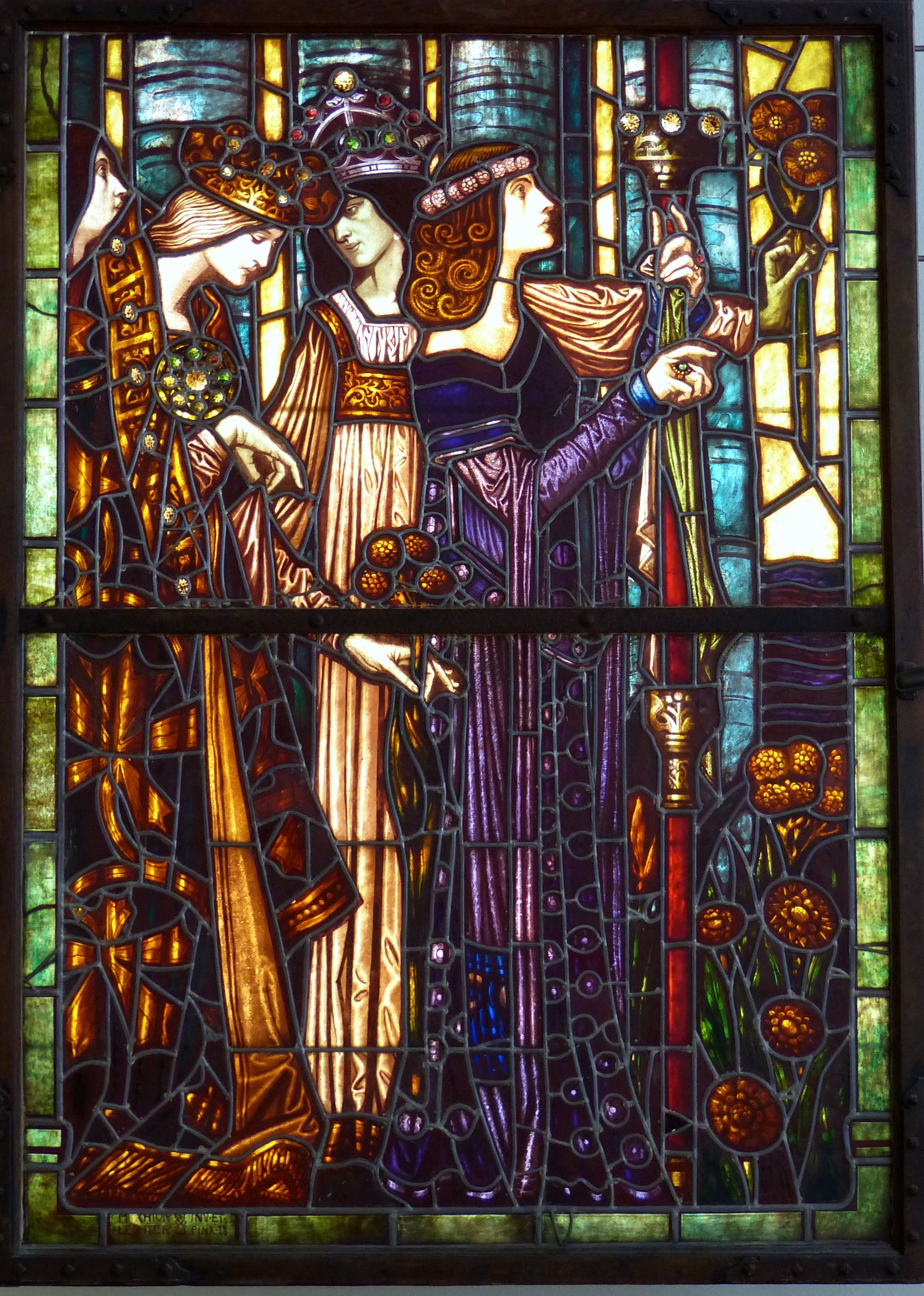
Einzig erhaltenes Fenster des Pallenberg-Saales des Kunstgewerbemuseums am Hansaring

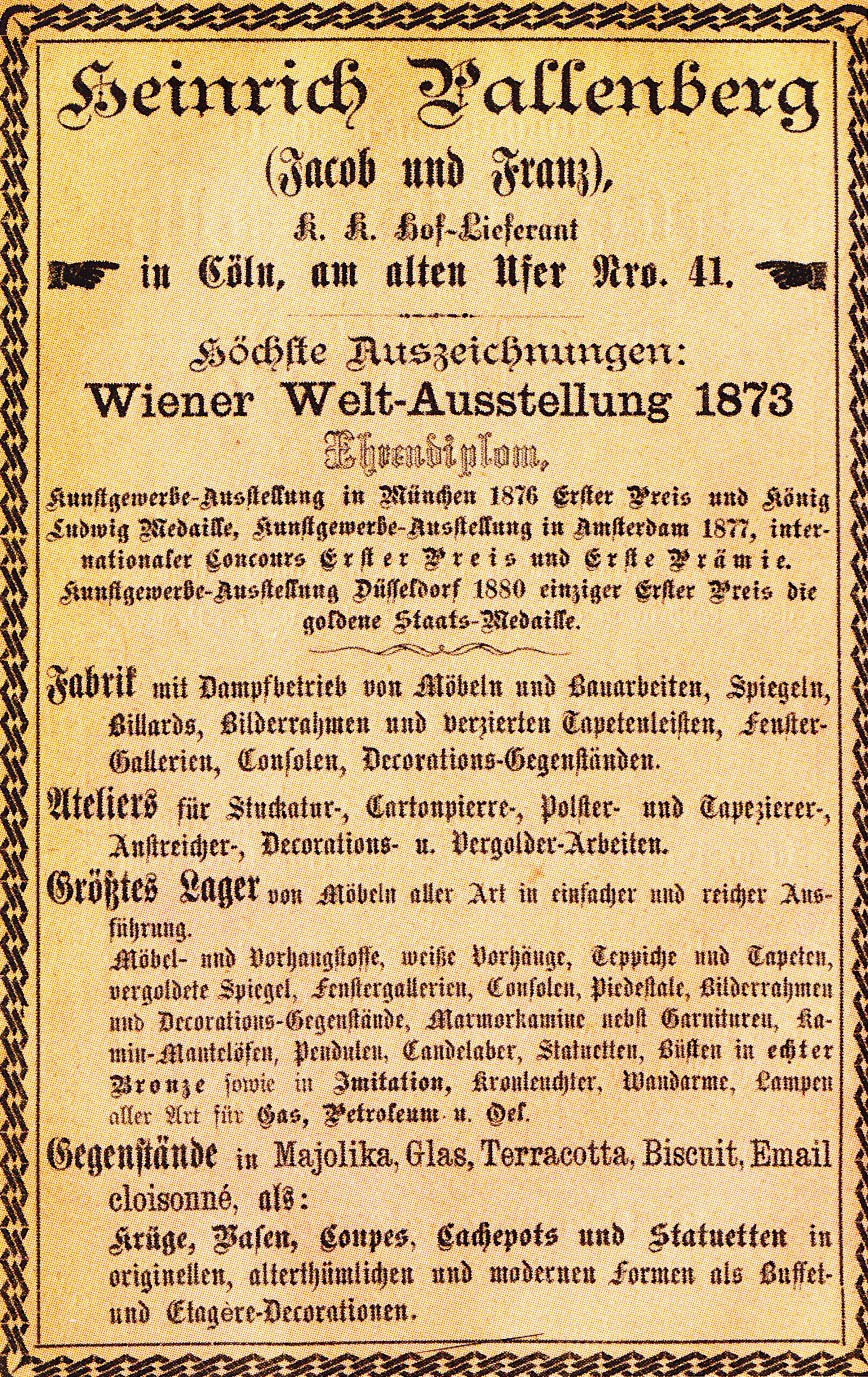
Pallenberg-Werbeanzeige um 1895

Die Möbelmanufaktur Heinrich Pallenberg (auch H. Pallenberg oder Heinr. Pallenberg) in Köln war eine Möbelschreinerei und ein Ausstatter für hochwertige neogotische und historistische sowie Jugendstil-Inneneinrichtungen. Die 1827 gegründete Firma war gegen Ende des 19. Jahrhunderts die bedeutendste Möbelfabrik Preußens und bestand bis 1959.

## Geschichte
Der Firmengründer Johann Heinrich Pallenberg entstammte einer kinderreichen Handwerkerfamilie aus Köln. Er begann zunächst eine Lehre in einer Brauerei, wechselte aber bald in die Lehre zu einem Kölner Tischlermeister, der sein zeichnerisches Talent entdeckte und förderte. Ab 1819 führten ihn seine Wanderjahre sowohl für neun Monate nach Brüssel als auch für vier Jahre ins damalige künstlerische Zentrum des Möbelhandwerks, nach Paris. Neben seiner handwerklichen Ausbildung erhielt er in Paris Zeichenunterricht beim Hofarchitekten Jakob Ignaz Hittorff. Seinen Militärdienst leistete er als Regimentsschreiner in Köln ab, was ihm nebenbei die Möglichkeit gab, im väterlichen Betrieb eine kleine Tischlerwerkstatt mit vier Gesellen zu betreiben.
Nach dem Tod des Vaters im Jahr 1827 wurde Pallenberg aus dem Militärdienst entlassen und konzentrierte sich auf seine kleine Tischlerei H. Pallenberg, die sich zunächst auf Treppen- und Möbelbau spezialisierte. 1830 erwarb er eine ursprünglich von seinem Vater betriebene Weinschenke samt Weinanbau Am alten Ufer 41 in Köln. Pallenberg betrieb dort eine durch eine Roßmühle angetriebene Furnierschneiderei, eine der ersten dieser Art in Deutschland. Als erster Kölner Gewerbebetrieb schaffte Pallenberg 1836 zwei Dampfmaschinen zum Antrieb von vier Sägen an. Zu diesem Zeitpunkt beschäftigte er 36 Tischler und zwei Drechsler. Pallenberg entwickelte auch selbst eigene Maschinen für Intarsienarbeiten.
Seit 1843 führte sein Bruder Franz Jakob Pallenberg (1808–1895) die inzwischen abgetrennte Furnierschneiderei eigenständig weiter, sodass sich Johann Heinrich Pallenberg neben der Herstellung von Stilmöbeln auch dem Geschäftszweig des hochwertigen Innenausbaus und der Innenausstattung widmen konnte. Dazu beschäftigte Pallenberg auch Bildhauer, Dekorateure und Tapezierer. In den 1850er Jahren erweiterten die Brüder Pallenberg ihr Geschäft um eine Teppichniederlage, eine Möbelstoffhandlung sowie um ein Spiegellager. Im Bereich der kunstvollen Holzinnenarbeiten avancierte die Möbelmanufaktur H. Pallenberg zu einer der führenden Häuser und zum königlich-preußischen Hoflieferanten sowie zum k.u.k. Hoflieferanten. Die Kundenliste verzeichnete zahlreiche deutsche Adelshäuser und enthielt Namen bedeutender Industrieller. Selbst während der Revolutionsjahre 1848/49 konnten Umsatzeinbrüche durch Bestellungen aus den USA ohne große Verluste kompensiert werden.
1861 zog sich Johann Heinrich Pallenberg aus dem Unternehmen zurück und übertrug am 7. Februar 1872 die Geschäfte auf seine Söhne Jakob und Franz. Beide Söhne erhielten zuvor eine vergleichbare Ausbildung im Möbelhandwerk wie ihr Vater, einschließlich eines längeren Aufenthaltes in Paris. Dank des Einsatzes modernster Maschinen blieb das Unternehmen als Manufaktur am Übergang zur industriellen Fertigung auf höchstem Niveau erfolgreich.
Nach dem Tod seines Bruders Franz (1882) führte Jakob Pallenberg die inzwischen mit über 150 Beschäftigten größte Möbelfabrik in Preußen alleine weiter. Wie sein Vater war Jakob Pallenberg ein großer Kunstmäzen und stiftete eine große Anzahl wertvoller Kunstgegenstände für Kölner Museen. Sein Engagement als Stifter galt insbesondere dem neuen Kunstgewerbe-Museum. Im Jahr 1898 beauftragte er den Berliner Künstler Melchior Lechter mit dem Entwurf eines Prunk-Saales für das neue Haus am Hansaring. Die Fertigstellung des „Pallenberg-Saales“ erlebte Jakob Pallenberg nicht mehr.
Jakob Pallenberg verstarb 1900 unverheiratet auf einer Reise in Kairo. In seinem Testament verfügte er die Verwendung seines Vermögens für den Ausbau und die Einrichtung des Pallenberg-Saales und zur Errichtung und Erhaltung einer Arbeitersiedlung in Köln-Weidenpesch. Die „Jakob Pallenbergs Arbeiterheim“-Siedlung wurde 1906 durch die Architekten Hans Verbeek und Balduin Schilling in Form einer Wohnanlage von 19 Einzelhäusern mit Nutzgärten fertiggestellt.
Nach dem Tode von Jakob Pallenberg führte Louis Ziegler, ein Freund Pallenbergs und Teilhaber des Unternehmens seit 1895, die Manufaktur bis zum Beginn des Ersten Weltkriegs erfolgreich weiter. Zu Anfang des 20. Jahrhunderts beschäftigte die Firma 300 Beschäftigte. Neben dem Ausbau des kronprinzlichen Palais in Tokio 1903 war H. Pallenberg auch an der Innenausstattung und Fertigung des Mobiliars des Restaurants im Berliner Hotel Adlon und des Ehrenfremden-Appartements, des Jagd- und Billardzimmer sowie der Bibliothek auf Schloss Drachenburg beteiligt. Später übernahmen bis 1932 Kommerzienrat und Generalkonsul Theodor Wanner und Arthur Thürmer die Firma H. Pallenberg.
In den Jahren des Ersten Weltkriegs und in der Nachkriegszeit begann der wirtschaftliche Niedergang des Unternehmens. Trotz prestigeträchtiger Arbeiten an der Innenausstattung des Luxuswagens (Salonwagen) des Rheingold-Zugs, des Luftschiffs Graf Zeppelin, des Luxusdampfers Bremen und der Villa Gerling geriet das Unternehmen in wirtschaftliche Schwierigkeiten. 1931/32 konnte die Existenz des Unternehmens nur noch durch Liquidation und Übergang in eine Auffanggesellschaft gerettet werden. Der gesamte Warenbestand des Ausstellungshauses am Kaiser-Friedrich-Ufer 23 wurde versteigert. Trotz aller Rettungsbemühungen und Überführung in eine G.m.b.H. 1933 zunächst unter Leitung von Arthur Thürmer, nach dessen Tod ab 1935 durch Clärmargot Thürmer und Fritz Falk erholte sich die Firma H. Pallenberg nicht mehr. Nach 1945 wurde die Produktion gehobener Ausstattung, Möbel und Innenausbau als Heinr. Pallenberg G.m.b.H. wieder aufgenommen, doch konnte sich die Manufaktur am Markt nicht mehr behaupten. Zum einen wandte sich die Kundschaft billigeren, industriell gefertigten Produkten zu, und zum anderen ging beim Ausbau öffentlicher Einrichtungen der Holzanteil aus brandschutztechnischen Gründen stark zurück. 1959 musste das völlig überschuldete Unternehmen, das zuletzt in der Wilhelm-Mauser-Straße 47 in Köln-Bickendorf produzierte, Insolvenz anmelden.

### Bildergalerie

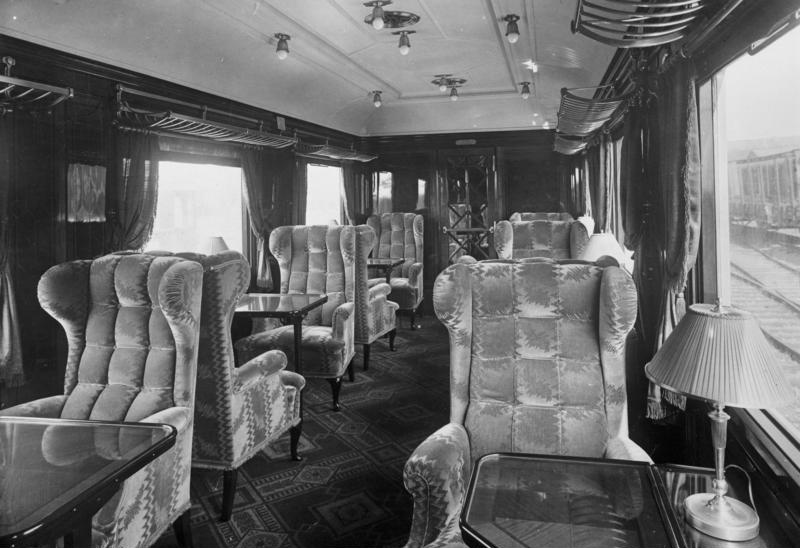
Salonwagen (Rheingold-Express)
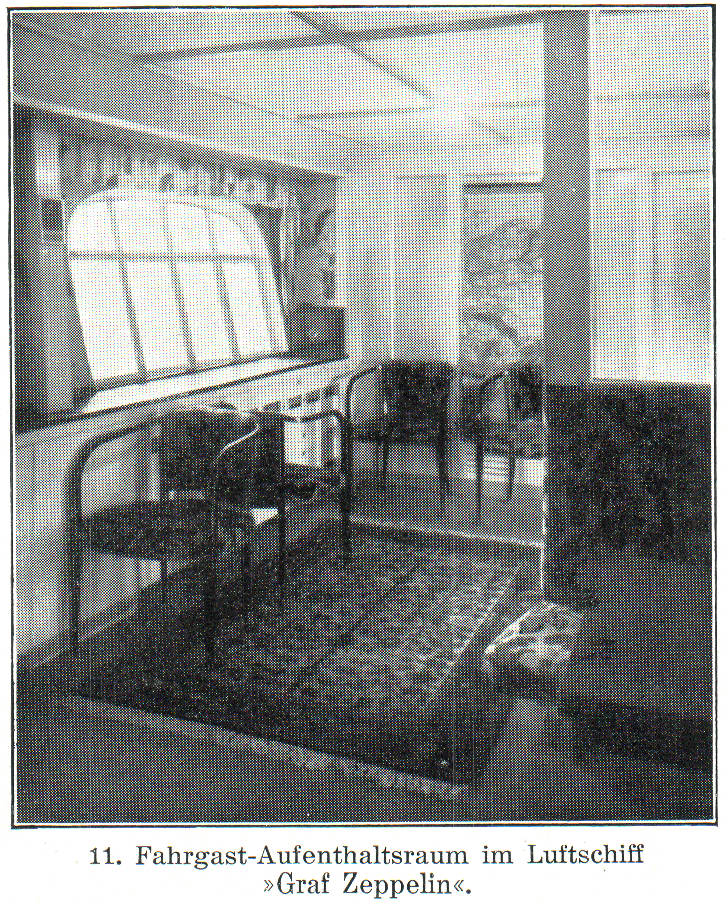
Aufenthaltsraum (LZ Graf Zeppelin)
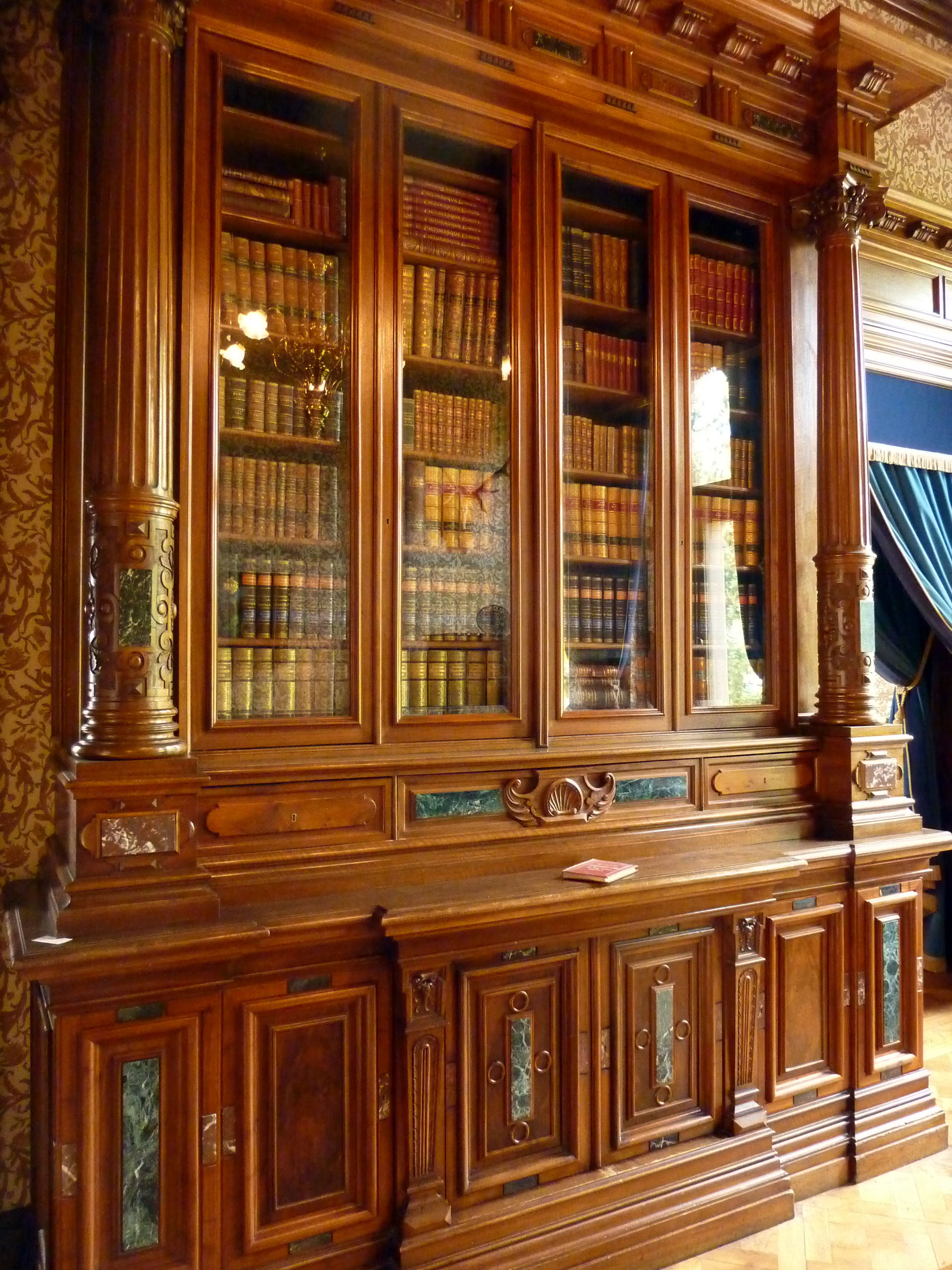
Bibliothek (Schloss Drachenburg)
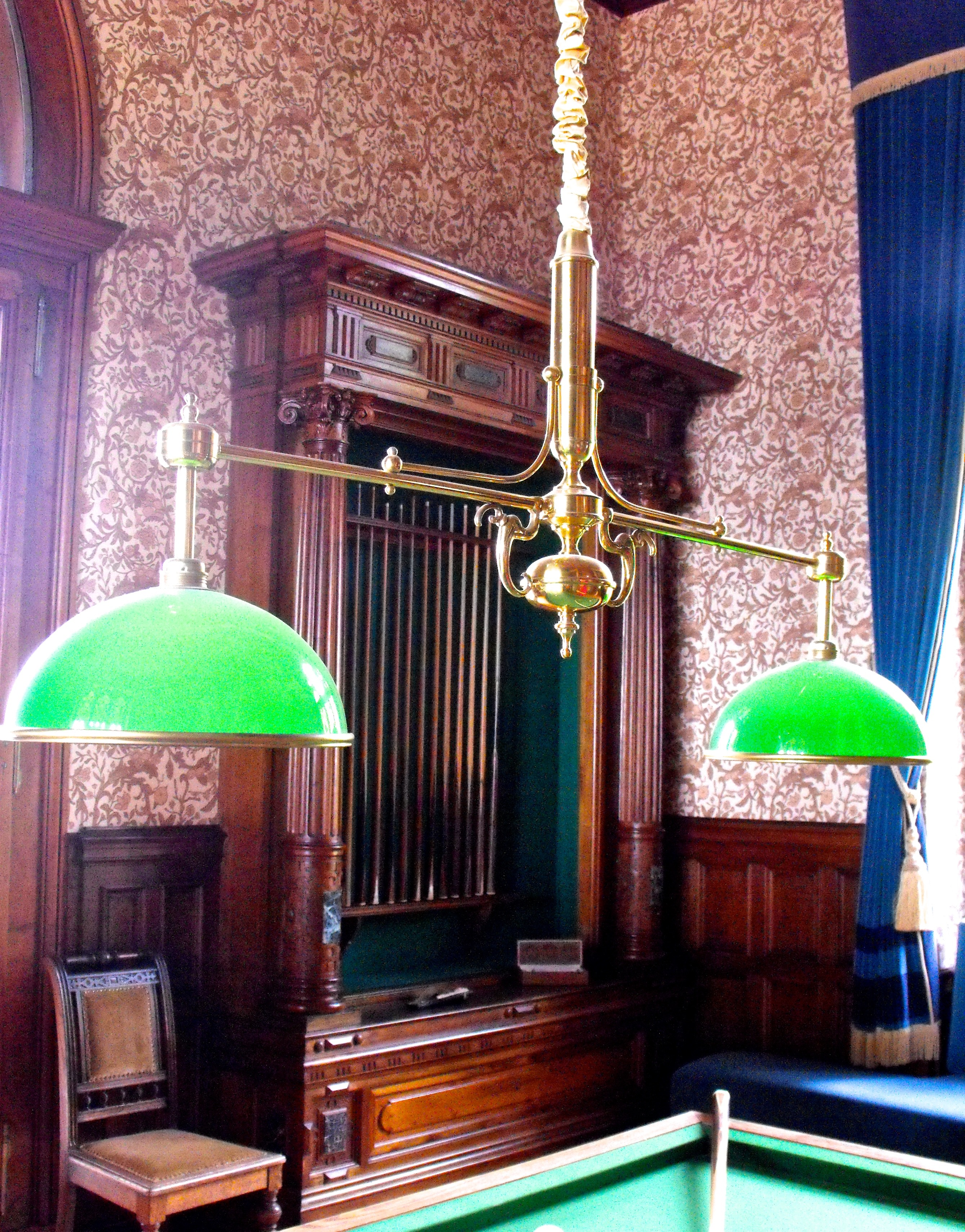
Billardzimmer (Schloss Drachenburg)
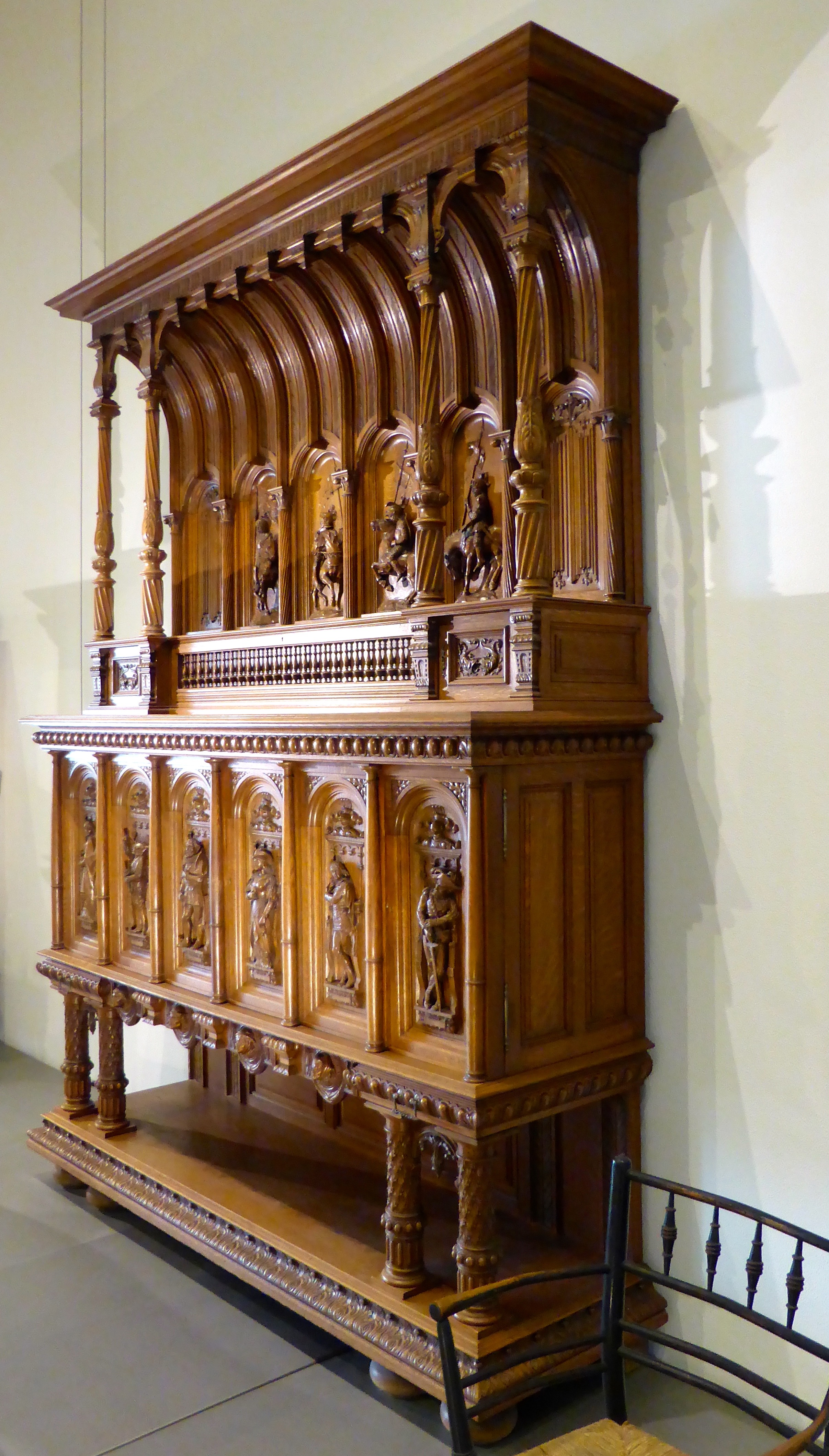
Prunkbuffet (MaKK)

## Auszeichnungen
- Wiener Weltausstellung 1873, Ehrendiplom
- Kunstgewerbe-Ausstellung in München 1876, Erster Preis und König Ludwig Medaille
- Kunstgewerbe-Ausstellung in Amsterdam 1877, internationaler Concours Erster Preis und Erste Prämie
- Kunstgewerbe-Ausstellung in Düsseldorf 1880, einziger Erster Preis und die Goldene Staats-Medaille
- Pariser Weltausstellung 1900, Grand prix für den Pallenberg-Saal als „räumliches Gesamtkunstwerk des Jugendstils“[17]